# Josef Friedrich Koch
Josef Friedrich Koch, auch Friedrich Koch, (* 15. Juni 1838 in Wallern an der Trattnach; † 28. Februar 1929 in Gmunden) war evangelischer Pfarrer in Gmunden und Superintendent der evangelisch-lutherischen Diözese der Kronländer Oberösterreich, Salzburg und Tirol.

## Leben
Er war einer von drei Söhnen, die der protestantische Pastor Jakob Ernst Koch (1797–1856) für den Pfarrerberuf bestimmte. Seine theologische Ausbildung erhielt er an der evangelisch-theologischen Fakultät der Universität Wien und an der Universität Halle. Nach der Rückkehr aus Deutschland wurde er am 28. März 1864 in Scharten vom Superintendenten Erich Martin Sääf ordiniert und als Vikar in der Pfarre Rutzenmoos eingeführt. Als sich die Kirchengemeinde in Gmunden von der Mutterpfarre Rutzenmoos emanzipierte und eine eigene Filiale bildete, wurde er zum kirchlichen Verwalter des neuen Sprengels bestellt. Dieser provisorische Zustand währte aber nicht lange: schon 1870 wurde aus der Filiale eine eigenständige Pfarrgemeinde und Josef Friedrich Koch zum ersten evangelischen Pfarrer von Gmunden bestellt.
In seiner Funktion als Pfarrer war Koch auch geistlicher Beistand von Königin Marie von Sachsen-Altenburg (1818–1907) und Ernst August von Hannover (1845–1923), die sich nach der Verbannung von König Georg V. (Hannover) in Gmunden niedergelassen hatten. Er taufte den jüngsten Sohn des Herzogs, Ernst August (Braunschweig), und traute seine Töchter Maria Luise, (1900) und Alexandra (1904). Auch in den Tagen der Trauer und des Schmerzes stand er dem Welfenhaus zur Seite: er hielt die Leichenrede für den früh verstorbenen Sohn Christian von Hannover (1901), betete mit der greisen Königin am Totenbett ihrer Tochter Mary (1904) und begleitete die Königin schließlich selbst zu ihrer letzten Ruhestätte.
Soweit ihm seine Tätigkeit als Pfarrer Zeit ließ, widmete er sich historischen Forschungen. Aus seiner Feder stammen zahlreiche Abhandlungen, die zumeist im Jahrbuch der Gesellschaft für die Geschichte des Protestantismus in Österreich oder in verschiedenen evangelischen Vereinsschriften erschienen sind. Bei seinen Streifzügen durch die Archive der umliegenden Schlösser und Herrensitze entdeckte er eine Manuskriptseite aus dem Schwabenspiegel, die er auf Empfehlung des Rechtshistorikers Heinrich Brunner, der mit ihm das Gymnasium in Linz besucht hatte, dem Germanischen Nationalmuseum in Nürnberg überließ.
Im Dezember 1897 wurde er zum Senior des Oberländer Seniorats gewählt. Nach dem Tod seines Bruders Jakob Ernst Koch (geb. 1836) folgte er ihm 1908 als Superintendent nach.
Von 1892 bis 1898 gab er das Evangelische Vereinsblatt für Oberösterreich heraus und trat als Verfasser geistlicher Gedichte und Lieder hervor.
Im Alter von 82 Jahren zog er sich aus seinen Ämtern zurück. Josef Friedrich Koch war Träger hoher Auszeichnungen, unter anderem des Kommandeurkreuzes I. und II. Klasse des Ordens Heinrichs des Löwen. In Würdigung der auf dem Gebiet der Kirchen- und Kulturgeschichte sowie der Heimatkunde geleisteten wissenschaftlichen Arbeiten wurde ihm von der evangelisch-theologischen Fakultät in Wien das Ehrendoktorat der Theologie verliehen.
In den Nachrufen auf den Verstorbenen wird sein offenes Wesen und seine tolerante Gesinnung hervorgehoben. Als Superintendent enthielt er sich aller politischen Anspielungen, was auch von konservativer Seite positiv vermerkt wurde. In religiösen Fragen kam freilich auch er in Konflikt mit der katholischen Presse.

## Familiäres
Er war mit Berta Fischer (1852–1926) verheiratet.
Sein Sohn August Koch (1875–1957) war von 1900 bis 1936 Pfarrer von Attersee, wo er während des Zweiten Weltkriegs auch noch aushilfsweise tätig war.